# Tulipantræ
Tulipantræ (Liriodendron) er en planteslægt, der kun har to arter:
| Arter |

- Almindelig tulipantræ (Liriodendron tulipifera)
- Kinesisk tulipantræ (Liriodendron chinense)